# Khao-Bin-Höhle
Die Khao-Bin-Höhle (Thai: ถ้ำเขาบิน) ist eine Höhle in der Provinz Ratchaburi im südwestlichen Teil der Zentralregion von Thailand.

## Lage
Die Höhle liegt inmitten des „Khao Bin Forest Park“, etwa 20 Kilometer nordwestlich der Provinzhauptstadt Ratchaburi im Tambon Hin Kong, Landkreis (Amphoe) Mueang Ratchaburi. Sie kann über die Nationalstraße 3087 erreicht werden, die westlich von Ratchaburi von der Thanon Phetkasem (Phetkasem-Schnellstraße) abzweigt.

## Name
Der Name Khao Bin bedeutet „fliegende Schwalbe“ und geht zurück auf eine Felsformation, die einer fliegenden Schwalbe ähnelt.
Die fünf Rai (etwa 8,000 m²) große Höhle geht ungefähr 300 Meter in die Tiefe. In der Mitte der Höhle existiert ein Teich, der von den Einheimischen verehrt wird. Sie ist die erste Höhle Thailands, die mit einer elektrischen Lichtanlage versehen wurde. Die Höhle beheimatet zahlreiche Stalaktiten, die in vielen Fällen von ahnungslosen Touristen zerstört wurden. Aufgrund der Charakteristik der Stalagmiten und Stalaktiten wird die Höhle in acht „Räume“ eingeteilt.